# Euro en Croatie
- États membres de la zone euro : 20 pays (Allemagne, Autriche, Belgique, Chypre, Croatie, Espagne, Estonie, Finlande, France, Grèce, Irlande, Italie, Lettonie, Lituanie, Luxembourg, Malte, Pays-Bas, Portugal, Slovaquie, Slovénie)
- Micro-États non membres de l'UE utilisant l'euro avec l'accord de l'UE : 4 pays (Andorre, Monaco, Saint-Marin et Vatican)
- États non membres de l'UE qui ont adopté l'euro unilatéralement : 2 pays (Kosovo et Monténégro)
- États membres de l'Union européenne (UE) qui ont rejoint le MCE II : 1 pays (Bulgarie)
- État membre de l'UE faisant partie du MCE II mais qui est exempté de l'obligation de rejoindre la zone euro (Danemark).
- États membres de l'UE qui ont l'obligation  de rejoindre la zone euro : 5 pays (Hongrie, Pologne, Roumanie, Suède et Tchéquie)

L'introduction de l'euro en Croatie a eu lieu le 1er janvier 2023, conformément à l’obligation pour la Croatie de rejoindre la zone euro qui découlait du traité d'adhésion adopté le 9 décembre 2011 et entré en vigueur le 1er juillet 2013, rejoignant ainsi les autres pays ayant adopté l’euro comme monnaie commune.
L'utilisation des billets et pièces entre en vigueur le 1er janvier 2023. L'adhésion de la Croatie à l’Union européenne remonte au 1er juillet 2013. Avant l’adoption de l’euro, la monnaie croate était la kuna.

## Historique
Le gouvernement croate espérait initialement adopter l'euro dès l'adhésion du pays à l'Union européenne, ce qui est mécaniquement impossible, mais il affirmait sa volonté d'adhérer à l'union monétaire « dès que possible ».
Le 30 octobre 2017, lors d'une conférence économique, le Premier ministre Andrej Plenković indique vouloir rejoindre la zone euro « dans sept à huit ans », soit avant 2024.
Le 4 juillet 2019, la Banque nationale de Croatie annonce que le pays a entamé la procédure visant à rejoindre le mécanisme de taux de change européen (MCE II), qui pourrait lui permettre d'adhérer à la zone euro après au moins deux ans. À partir de ce moment-là, le pays vise l'adoption de la monnaie unique en 2023.
Le 10 juillet 2020, la Croatie adhère au MCE II. En juin 2022, la Commission européenne estime que la Croatie remplit les critères pour adopter l'euro à l'horizon de janvier 2023. Le Parlement européen puis le Conseil de l'Union européenne approuvent le mois suivant l'entrée de la Croatie dans la zone euro le 1er janvier 2023,.

## Critères de convergence
Le traité de Maastricht prévoit initialement que tous les membres de l'Union européenne devront rejoindre la zone euro une fois les critères de convergence remplis.
|                                                                     | Critères de convergence | Critères de convergence | Critères de convergence | Critères de convergence   | Critères de convergence     |
|                                                                     | Inflation               | Finances publiques      | Finances publiques      | Membre du MCE II          | Taux d'intérêt à long terme |
| Déficit budgétaire annuel au PIB                                    | Inflation               | Dette publique au PIB   |                         | Membre du MCE II          | Taux d'intérêt à long terme |
| ------------------------------------------------------------------- | ----------------------- | ----------------------- | ----------------------- | ------------------------- | --------------------------- |
| Valeur de référence                                                 | max 4,9 %               | max 3 %                 | max 60 %                | min 2 ans                 | max 2,6 %                   |
| Croatie                                                             | 4,7 % (2022)            | 2,3 % (2022)            | 75,3% (2022)            | depuis le 10 juillet 2020 | 0,8 % (2022)                |
| Notes : 1. 2. Légende : - Critère satisfait - Critère non satisfait |                         |                         |                         |                           |                             |

## Adhésion à la zone euro
La kuna (code ISO 4217 : HRK) devient une subdivision de la nouvelle monnaie européenne, l'euro (code EUR), le 1er janvier 2023, à raison de 1 EUR = 7,534 50 HRK.
À la suite de l’introduction des billets et des pièces en euro, une période transitoire du 1er janvier 2023 au 14 janvier 2023 a été instaurée en Croatie, durant laquelle la kuna et l’euro ont circulé simultanément. Cette phase de double circulation a pris fin le 15 janvier 2023, date à laquelle l’euro est devenu la seule monnaie ayant cours légal dans le pays.
Les pièces restent toutefois échangeables à la Banque nationale de Croatie jusqu’au 31 décembre 2025 tandis que les billets restent échangeables sans limite de temps.

## Billets et pièces
À partir de début octobre 2022, la Banque nationale de Croatie (HNB) a commencé à approvisionner les banques commerciales en billets et pièces en euros pour qu’elles soient prêtes à les distribuer au grand public dès le 1er janvier 2023.
Durant décembre 2022, les banques ont ensuite pré-approvisionné les distributeurs automatiques (DAB/ATM), ainsi que les commerces et grandes enseignes, afin de garantir la disponibilité immédiate d’euros à partir du 1er janvier.
L’ensemble du processus a été étroitement coordonné avec la Banque centrale européenne (BCE), qui a fourni à la Croatie la moitié de ses besoins en billets à partir des stocks d’euros existants dans la zone euro. L’autre moitié a été imprimée localement sous licence BCE.

## Opinion publique
Selon un sondage de l’eurobaromètre d'avril 2015, 53 % des Croates étaient en faveur de l'introduction de l'euro, 40 % contre, des chiffres similaires à ceux de 2014,.
Un sondage d'avril 2017 donnait 38 % des sondés plutôt favorables, 14 % très favorables, 27 % plutôt défavorables, 16 % tout à fait défavorables, alors que 5 % ne se prononçaient pas.

### Référénces
1. ↑  La Croatie veut rejoindre la zone euro "dès que possible", Le Monde, 29 juin 2013
2. ↑  « La Croatie veut entrer dans la zone euro dans 7 à 8 ans », sur Le Figaro, 30 octobre 2017 (consulté le 22 décembre 2017)
3. ↑  « La Bulgarie et la Croatie font un pas de plus vers l’euro », sur Le Monde, 13 juillet 2020.
4. ↑  « La Croatie remplit les conditions pour adopter l’euro en 2023 » , sur Le Monde, 1er juin 2022.
5. ↑  « MEPs approve Croatia’s entry into the eurozone. » , sur European Parliament News, 6 juillet 2022 (consulté le 7 juillet 2022)
6. ↑  https://www.consilium.europa.eu/en/press/press-releases/2022/07/12/croatia-set-to-join-the-euro-area-on-1-january-2023-council-adopts-final-required-legal-acts/
7. ↑  « Les opérations de change » (consulté le 19 juillet 2020)
8. ↑  « Taux de change kuna en euro » (consulté le 27 juillet 2025)
9. ↑  « L'euro est introduit comme monnaie officielle en Croatie » (consulté le 26 juillet 2025)
10. ↑  (en) « Échange de kuna en euro » (consulté le 27 juillet 2025)
11. ↑  (en) « The introduction of the euro in Croatia » (consulté le 27 juillet 2025)
12. ↑  http://ec.europa.eu/public_opinion/flash/fl_400_en.pdf
13. ↑  http://ec.europa.eu/public_opinion/flash/fl_418_en.pdf
14. ↑  (en) Introduction of the euro in the Member States that have not yet adopted the common currency page 7